# Hans Söderlund
Hans Gustaf Ulf Söderlund, född 18 december 1922 i Stockholm, död 31 januari 2002 i Skanör-Falsterbo församling, var en svensk industriman.
Söderlund, som var son till bankdirektör Gustaf Söderlund och Elvan Andersson, blev juris kandidat vid Stockholms högskola 1945 och diplomerades från Handelshögskolan i Stockholm 1947. Han tjänstgjorde i USA 1948–1950, var sekreterare vid Industrins utredningsinstitut 1950–1953, direktörsassistent vid Svenska Arbetsgivareföreningen (SAF) 1954–1956, verkställande direktör för E. & H. Wehtjes försäkringsbyrå i Malmö 1956–1962, AB Svensk Golvindustri i Malmö 1956, vice verkställande direktör för Tarkett AB 1958–1969, verkställande direktör för Coronado SA i Genève 1969–1974 och verkställande direktör för Traderlag SA i Genève 1974–1982. Han var ordförande i Malmö högerförbund 1965–1967, styrelseledamot i Tarkett AB 1950–1971 och i Editions Grammont SA i Lausanne 1976–1982.
Söderlund var gift med Barbro Wehtje, som var dotter till Hugo Wehtje och syster till Urban Wehtje.